# Koromľa
Koromľa é um município da Eslováquia, situado no distrito de Sobrance, na região de Košice. Tem 13,04 km² de área e sua população em 2018 foi estimada em 426 habitantes.

## Demografia
| Ano:        | 1994 | 2004   | 2014    | 2024   |
| ----------- | ---- | ------ | ------- | ------ |
| Broj ljudi: | 509  | 521    | 445     | 404    |
| Razlika:    |      | +2,35% | -14,58% | -9,21% |

| Ano:               | 2023 | 2024   |
| ------------------ | ---- | ------ |
| Número de pessoas: | 402  | 404    |
| Diferença:         |      | +0,49% |